# セサル・クルチャガ
セサル・クルチャガ・ラサ（César Cruchaga Lasa, 1974年1月26日 - ）は、スペイン・ナバラ州出身の元サッカー選手。ポジションはディフェンダー。

## 経歴
CFガバにレンタル移籍した期間を除いてCAオサスナ一筋であり、CAオサスナのキャプテンを務めていた。
1997年にCFガバからセグンダ・ディビシオン（2部）のCAオサスナに復帰し、9月14日のホームでのアルバセテ・バロンピエ戦でデビューした。すぐにポジションを掴み、1997-98シーズンは31試合に出場した。1999-2000シーズンはUDラス・パルマスに次ぐ2位に入り、プリメーラ・ディビシオン（1部）昇格を果たした。昇格を逃した4位のUDサラマンカとは勝ち点1差だった。プリメーラデビューは2000年9月のセルタ・デ・ビーゴ戦で、2000-01シーズンは36試合に出場して3得点した。2004-05シーズンまでは毎シーズン30試合以上に出場し、クラブのプリメーラ定着を支えた。
30歳を過ぎた頃から出場時間が減り、2005-06シーズンは20試合、2006-07シーズンは18試合の出場だった。2005-06シーズンは4位となり、UEFAチャンピオンズリーグ予選出場権を獲得した。2006-07シーズンにはUEFAカップで準決勝に進出したが、同じスペインのセビージャFCに敗れた。ファーストレグでは惜しいヘディングシュートを放った。UEFAカップでは12試合に出場し、そのうち11試合はフル出場だった。2008-09シーズンは最終節まで残留が決まらなかったが、最終戦のレアル・マドリード戦に勝利して現役引退を飾った。CAオサスナではリーグ戦349試合に出場して15得点した。

## 所属クラブ
- CAオサスナB 1992-1996

→ CFガバ 1996-1997 （レンタル移籍）
- CAオサスナ 1997-2009